# Грб Ирака
Грб Ирака је званични хералдички симбол државе Република Ирак. 
Сличан грб је у употреби још од 1965. године, а у међувремену је доживео само незнатне измене. Задња измена на грбу је усвојена 2008. године.
Темељни део грба је Саладинов орао, симбол панарапског покрета у 20. веку. Орао крилима придржава штит, који је у бојама националне заставе, а канџама држи зелену траку са државним геслом на „Република Ирак“ („ал-Џумхурија ал-Иракија“).

## Историјски грбови
Први републички грб Ирака, усвојен након револуције 1958. године, заправо је био приказ сунчевог диска Шамаша. Иако је генерал Абдул Карем Касем у почетку подупирао панарабизам, с убрзо га је напустио.
Након револуције коју је у Ираку 1963. године извршила панарапска партија Баат, усвојен је грб са Саладиновим орлом. Овај грб је тада у упораби имала и Уједињена Арапска Република. Боје на штиту биле су у вертикалном положају, а у белом пољу налазиле су се три зелене петократке звезде.
Године 1991, националне боје на штиту постављене су хоризонтално, а између петокраких звезда стављен је натпис на арапском, „Алах је велик“ („Алаху Акбар“). Године 2004, након америчке инвазије и окупације Ирака натпис на грбу и застави промењен је у куфско писмо. Године 2008, са штита су уклоњене зелене петократке звезде, тако да је у белом пољу остао само куфски натпис „Алах је велик“.

## Галерија
- Грб Републике Ирак (1959 – 1965)
- Грб Ирака (1965 – 1991)
- Грб Ирака (1991 – 2004)
- Грб Ирака (2004 – 2008)